# Funaria chilensis
Funaria chilensis är en bladmossart som beskrevs av Thériot 1926. Funaria chilensis ingår i släktet spåmossor, och familjen Funariaceae. Inga underarter finns listade i Catalogue of Life.